# 燈花
燈花（とうか）は、日本の女性スピリチュアルガイド・YouTuber。
幼少期より霊感があり、目に見えないものと交流をしていた。両親の理解を得ることが出来ず精神科へ通わされるが、「自分は病気ではない」との想いを抱えつつ、相談できる場所もなく孤独に過ごす。
15歳から20歳の時期は、特に多くの霊障に悩まされ人間不信になっていった。
結婚後、妊娠を機に意識的に能力を封印するよう努めていたが、2019年頃に強制的に導かれるかのように更に能力が開花し始め、ついに残りの人生を現在の活動に捧げる事を決意する。
霊視の仕方も、「目・耳」で視る方法から心で感じる方向へと変化する中、祈りの重要性を痛感。相談者のハイヤーセルフと通じ、そこから必要なメッセージを受け取り伝える事を得意とし、元々縁の深い「龍」についての造詣が深い。
特異体質によって自身が長い間苦しんできた経験から、同じように苦しむ人が孤独にならない様、「現実的にどう対処していけば良いのか?」をアドバイスできる場所として、サロンを開きカウンセリングを行っている。
※対応する内容が多岐にわたる為、適切な名称の肩書がないのでプロフィール上は「スピリチュアルガイド」としている。
シークエンスパパともに背中を押されたのをきっかけに始めたYouTubeではロケによる歴史上の人物の霊視・YouTubeライブでの視聴者の遠隔霊視での相談にも答えている。
地球の次元上昇に伴い、一人一人が自らの魂にしっかりと目を向け、特に日本人ならば本来持っているはずの『受け入れ、受け止める力』『分け合う心』『祈りのパワー』を思い出し未来をリードして行く重要性を広く伝えるべく、2023年より『HARA∞こころ』と題した講義を精力的に行っている。